# Eduardo Di Loreto
Eduardo Di Loreto est un footballeur et entraîneur argentin, né le 28 octobre 1929 à Villa Mugueta, province de Santa Fe (Argentine) et mort le 20 février 2010 en Argentine.
Il joue comme avant-centre au Havre AC et au Toulouse FC. Il remporte la Coupe de France avec ces deux clubs.

## Carrière de joueur
- Rosario Central
- 1953-1954 : Le Havre AC (16 matchs et 12 buts en Division 1)
- 1954-1955 : Le Havre AC (36 matchs et 26 buts en Division 2)
- 1955-1958 : Toulouse FC (92 matchs et 40 buts en Division 1)
- 1958-1959 : Le Havre AC (27 matchs et 24 buts en Division 2)
- 1959-1960 : Le Havre AC (15 matchs et 7 buts en Division 1)
- 1960-1961 : AAJ Blois (en CFA)

## Carrière d'entraîneur
- 1962-1963 : Le Havre AC
- 1963-1964 : AAJ Blois

## Palmarès
- Vainqueur de la Coupe de France en 1957 avec le Toulouse FC
- Vainqueur de la Coupe de France en 1959 avec Le Havre AC
- Champion de France D2 en 1959 avec Le Havre AC

## Sources
- Marc Barreaud, Dictionnaire des footballeurs étrangers du championnat professionnel français (1932-1997), L'Harmattan, 1998, cf. notice du joueur, page 94.